# Toribio Zúñiga Sánchez-Cerrudo
Toribio Zúñiga Sánchez-Cerrudo (Béjar, 24 de julio de 1886  - Madrid, 24 de noviembre de 1969) fue un farmacéutico español, el primer presidente de la Real Academia Nacional de Farmacia.

## Biografía
Licenciado en 1906 y doctorado en Farmacia en 1908 por la Universidad Central, abrió despacho propio de farmacia en Madrid al año siguiente de doctorarse y lo mantuvo hasta 1923, momento en el que fue nombrado farmacéutico de la Casa Real (1923-1931). Cofundador del Colegio de Doctores de la capital de España, presidió el Colegio de Farmacéuticos y fue el primer presidente de la Real Academia de Farmacia, sucesora del Real Colegio de Profesores Boticarios de Madrid. La constitución formal de la nueva academia se produjo en 1920, momento en el cual Toribio Zúñiga fue su primer presidente. Después lo volvió a ser en el período 1929-1932, donde permaneció como académico y secretario perpetuo hasta su fallecimiento. También ocupó el puesto de tesorero, vicesecretario general y responsable editorial del Instituto de España. En 1956 la Real Academia de Farmacia de Cataluña le nombró académico de honor. Fue corresponsal de la publicación España Farmacéutica, autor del trabajo Contribución al estudio bacteriológico de los granos-fermentos del Kéfir (1908), la Conferencia-resumen del curso de divulgación científica sobre El cosmos, la tierra y el hombre acerca del origen de la evolución, una Historia de la Real Academia de Farmacia, reeditada en 2002 (ISBN 9788493242312) y Les antécédents de l'Académie de pharmacie espagnole (1969)